# Iwo
Koordinaten: 7° 38′ N, 4° 11′ O
Iwo ist eine Stadt im Bundesstaat Osun in Nigeria mit 262.741 Einwohnern. Sie gehörte bis 1991 zum Bundesstaat Oyo. Die meisten Einwohner gehören zur Ethnie Yoruba und sind überwiegend muslimisch.
Der Fluss Oba fließt durch Iwo. Deshalb werden die Leute von Iwo auch Söhne des Obá (Iwo Olodo Obá) genannt.
Iwo war im 17. Jahrhundert die Hauptstadt eines Yoruba-Königreichs Iwo.